# Borda de Manyac
La Borda de Manyac és una borda del terme municipal de Conca de Dalt, dins de l'antic terme d'Hortoneda de la Conca, pertanyent a l'antiga caseria de bordes de Segan, al nord-est del terme. És una de les Bordes de Segan, la que està situada més a ponent de tot el veïnat de bordes. Té a llevant la Borda de Guerra, i al nord-est les de Carrutxo i de Jaume de Sana.